# Paul César Helleu

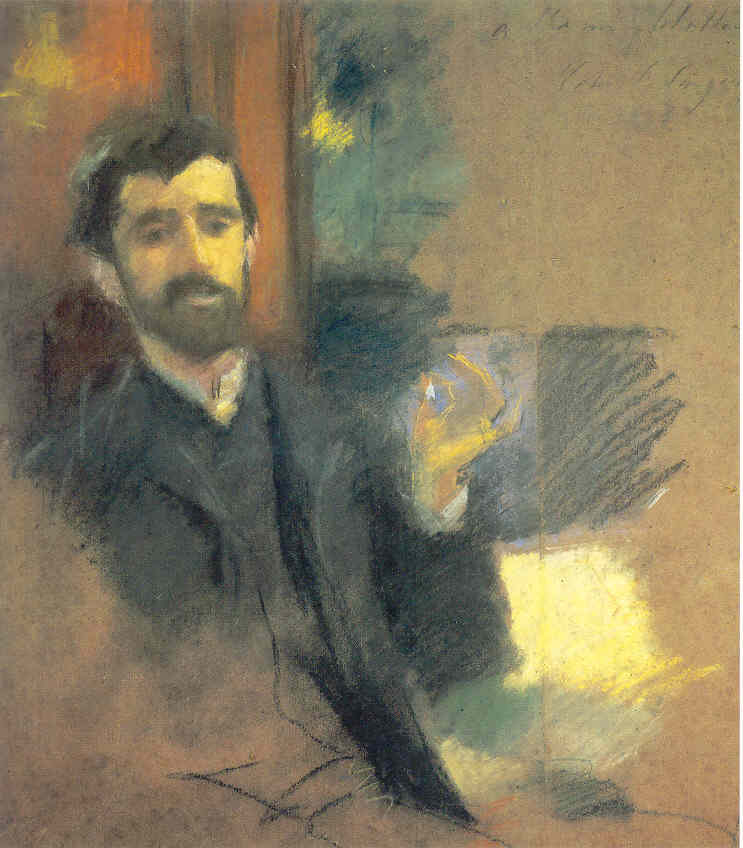
John Singer Sargent: Portret van Paul César Helleu, rond 1885–1889

Paul César Helleu (Vannes, Bretagne, 17 december 1859 – Parijs 23 maart 1927) was een Frans, impressionistisch kunstschilder, vooral beroemd geworden als portretschilder.

## Leven

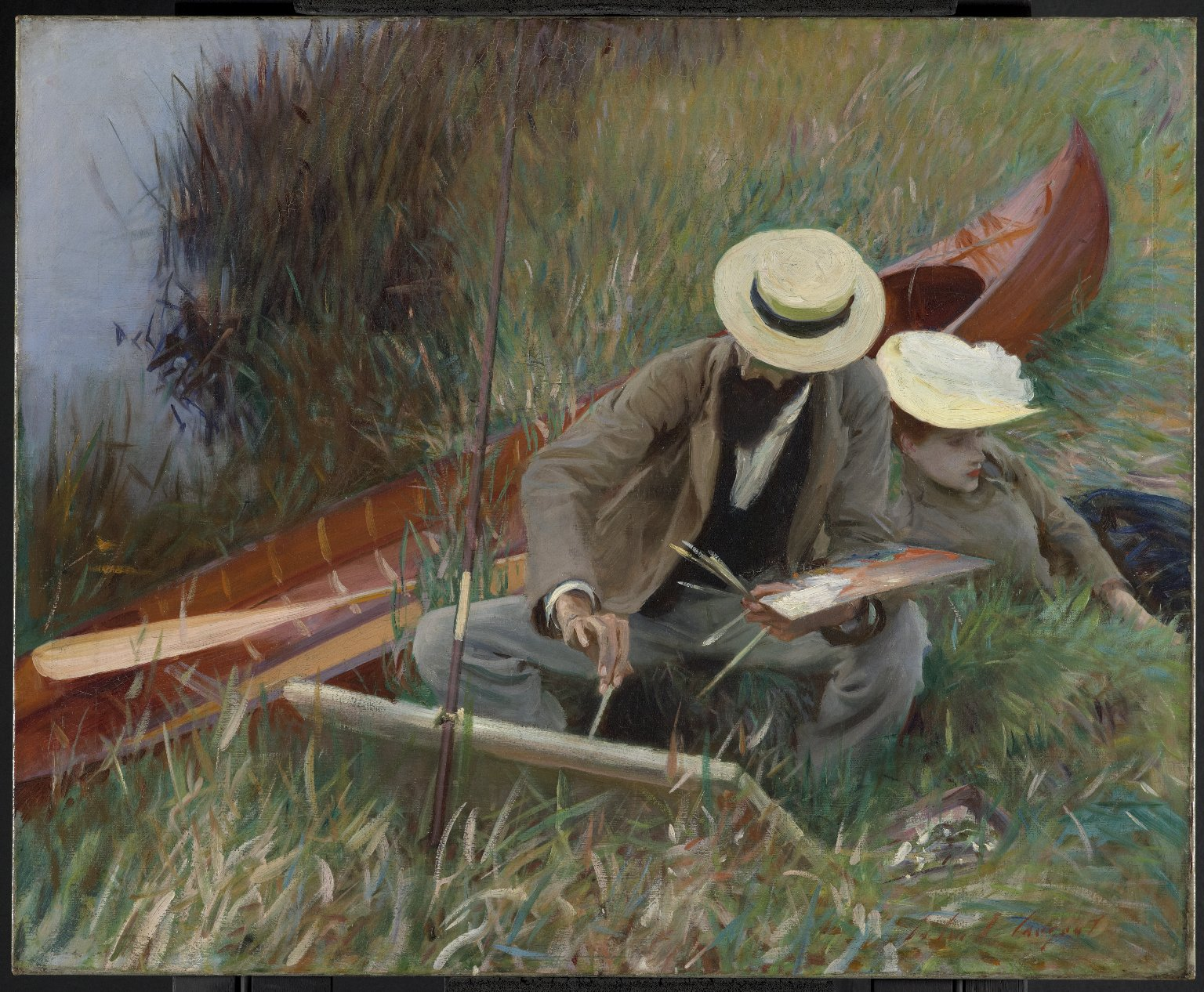
Sargent: Helleu sketching with his Wife, 1889

Helleu ging aanvankelijk in de leer als een keramiekwerker en nam daarnaast tekenlessen. In 1876, na de dood van zijn vader, trok hij tegen de zin van zijn moeder naar Parijs om te gaan studeren aan de École des Beaux-Arts, waar hij werkte onder Jean-Léon Gérôme (1824 – 1904). Hij raakte verzeild in impressionistische kringen en kwam in contact met beroemde kunstenaars, zoals Henri Matisse, Edgar Degas, Robert de Montesquiou, James Tissot en Giovanni Boldini.
Helleu raakte in deze periode hecht en uiteindelijk levenslang bevriend met de kunstschilder John Singer Sargent, die hem met name in de beginfase van zijn carrière, toen het succes hem nog verre was, prees en stimuleerde.
In 1884 kreeg Helleu opdracht om de mooie jonge aristocratische vrouw Alice Guerin te portretteren. Twee jaar later zou ze zijn vrouw worden. Alice introduceerde hem vervolgens in de hoogste kringen, waar hij uitgroeide tot een van de populairste portretschilders van de Parijse ´beau monde´ tijdens de belle époque. Zijn eigen vrouw bleef evenwel zijn meest favoriete model. Vele tientallen keren heeft hij haar aan het doek toevertrouwd. Ook John Singer Sargent portretteerde Alice meerdere malen, vaak ook samen met Helleu.
In 1902 werd Helleu lid van de 'Société Nationale des Beaux-Arts', in 1904 werd hij benoemd in het Legioen van Eer.

## Galerij

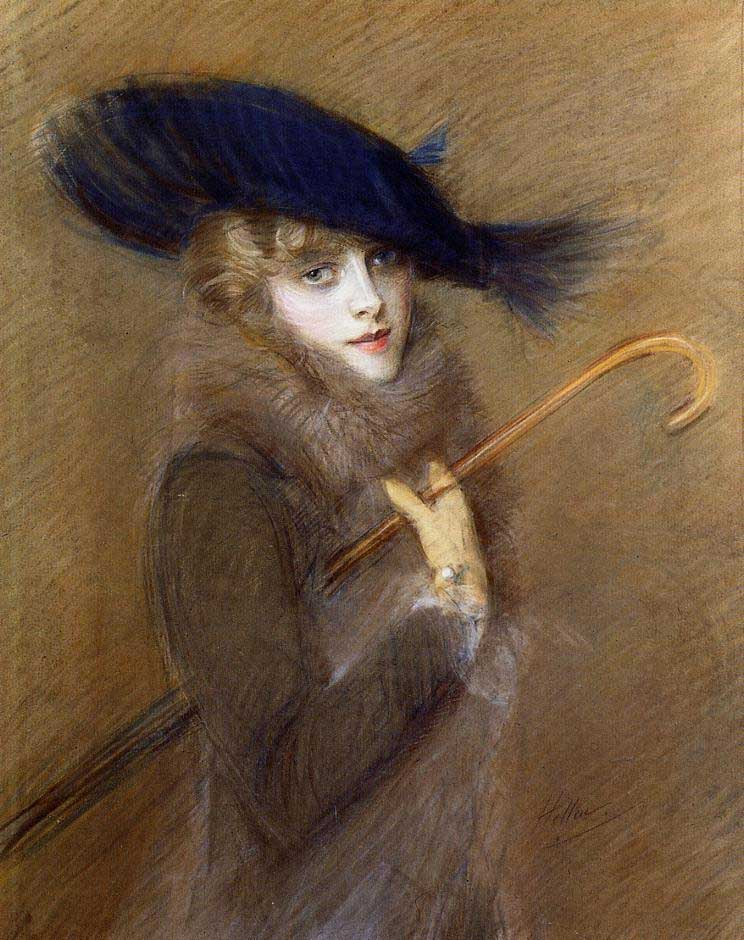
Peggy Letellier, 1905
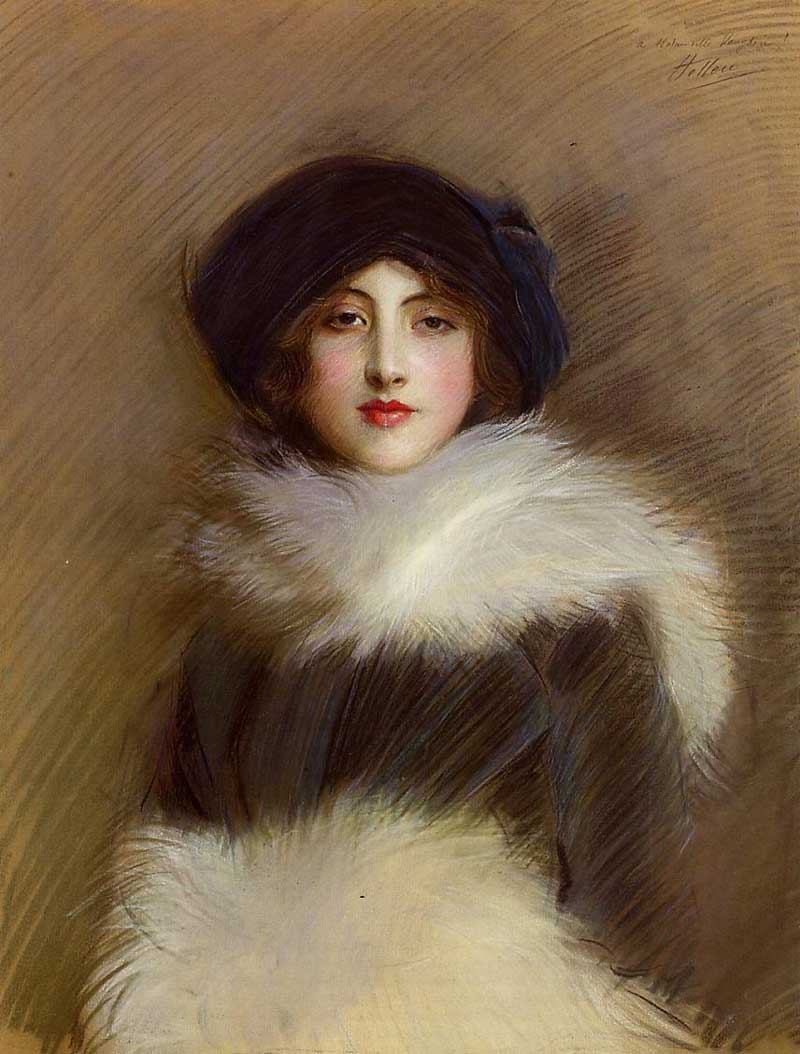
Mademoiselle Vaughan, 1905
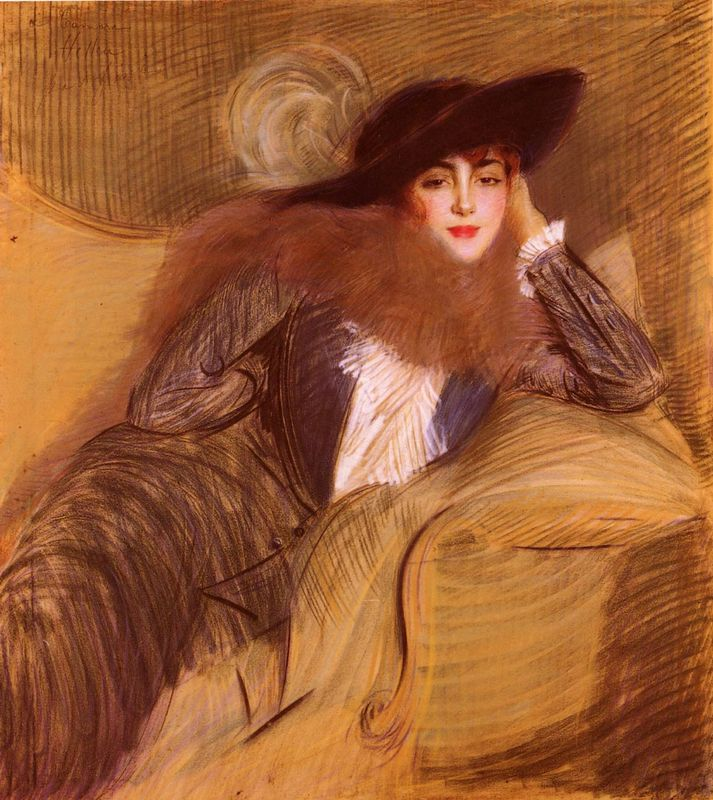
Camara, 1905
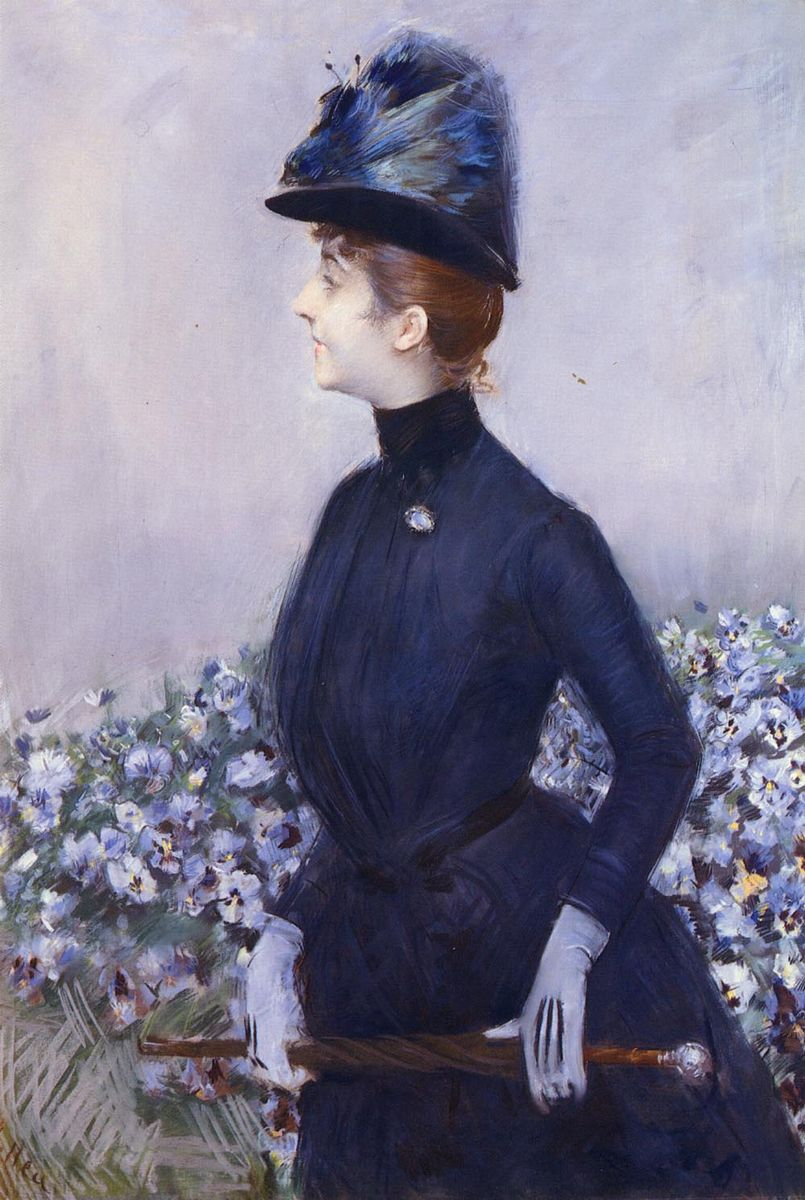
Lady with Flowers, 1910
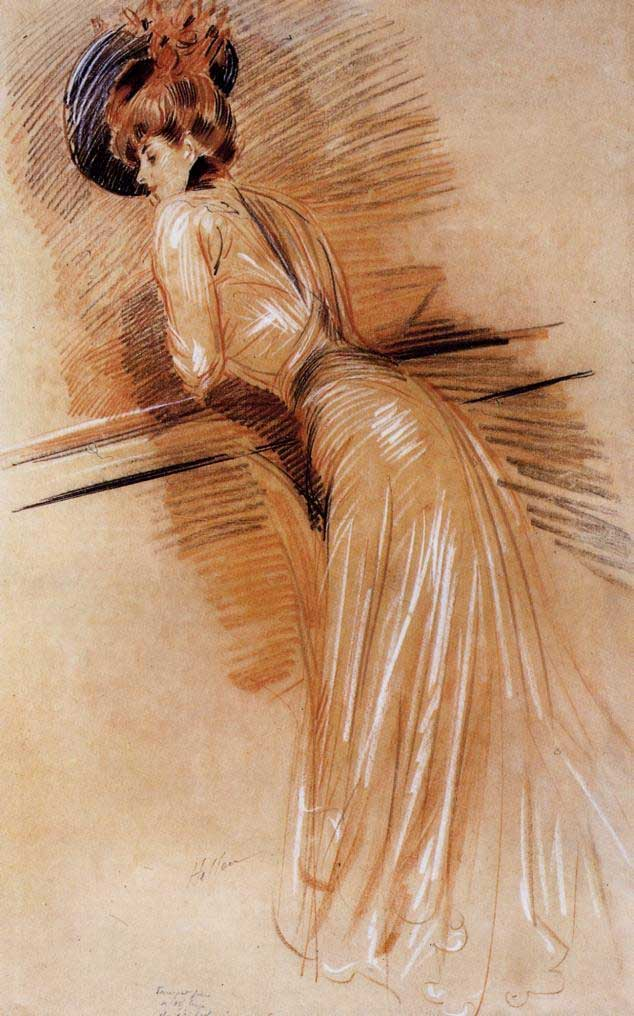
Elegant Woman at the Rail, 1905
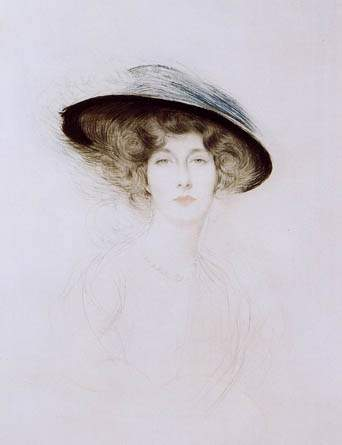
Liane de Pougy, 1908
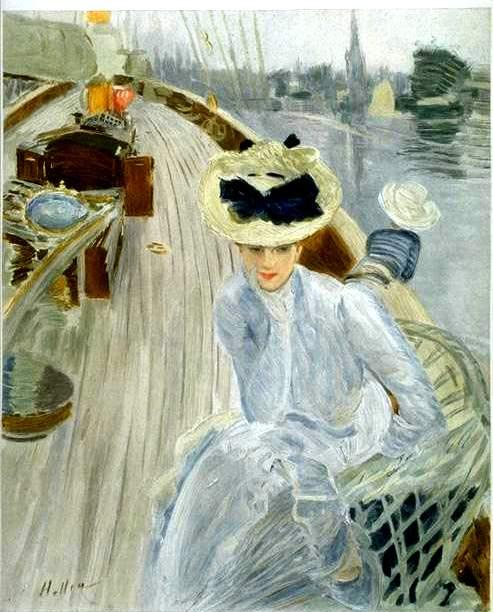
Daydream (Mrs Helleu), 1901
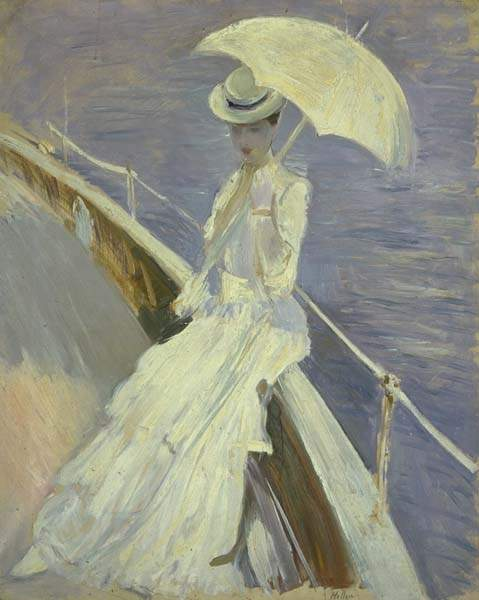
Young woman in white (Mrs. Helleu), 1900
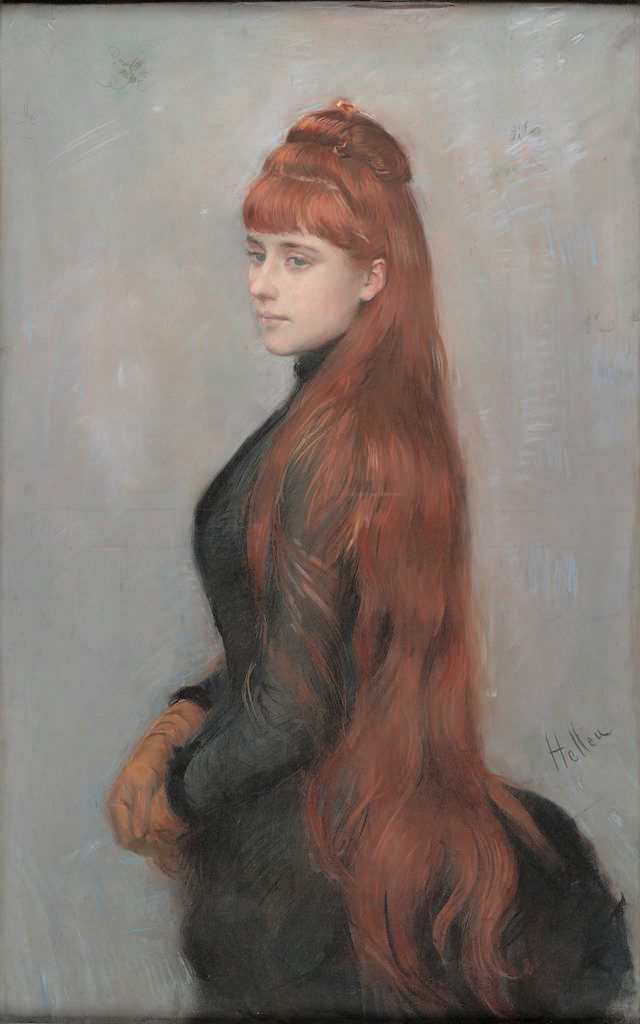
Portrait of Mademoiselle Alice Guerin, 1900
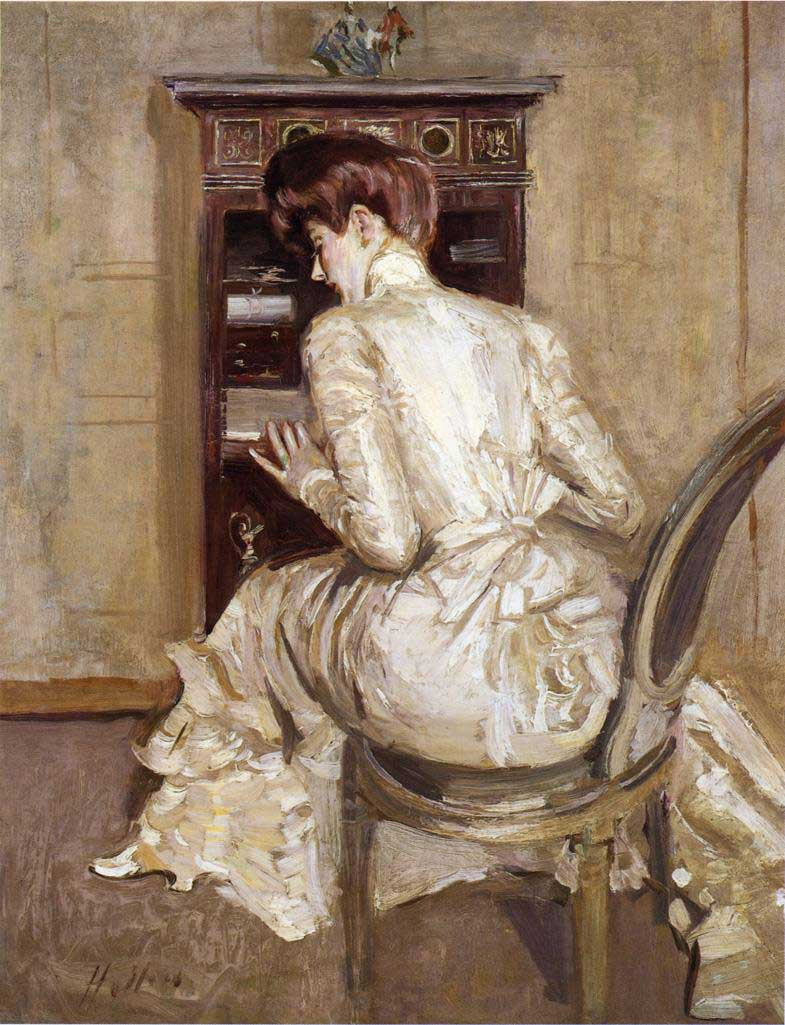
Madame Paul Helleu Seated at Her Secretaire, 1900
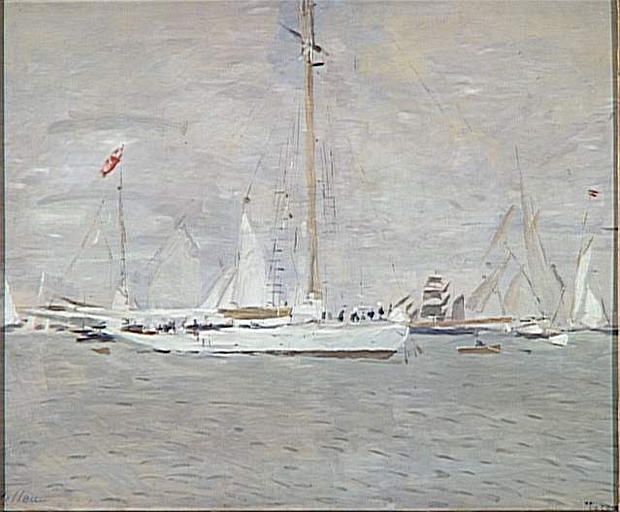
The Yacht Nereus in Roads Cowes, 1900
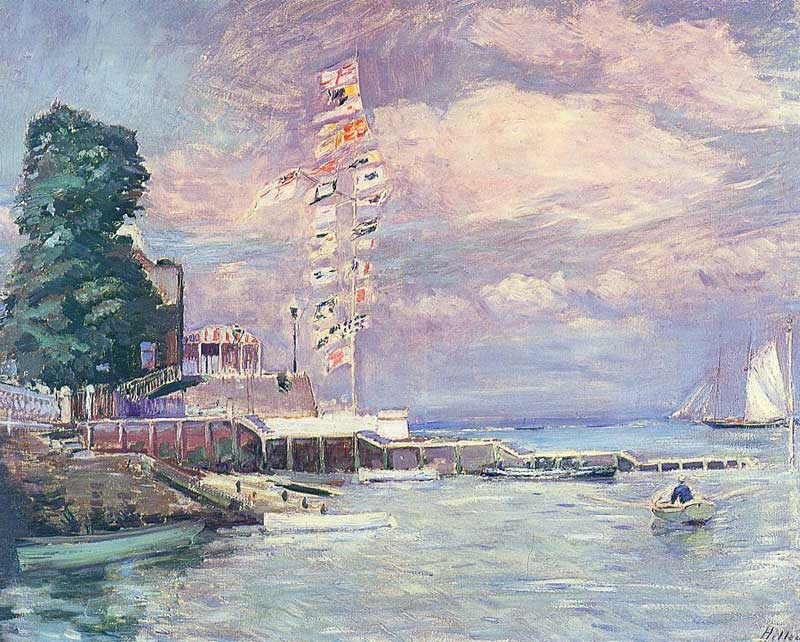
Le Grand Pavois, 1901
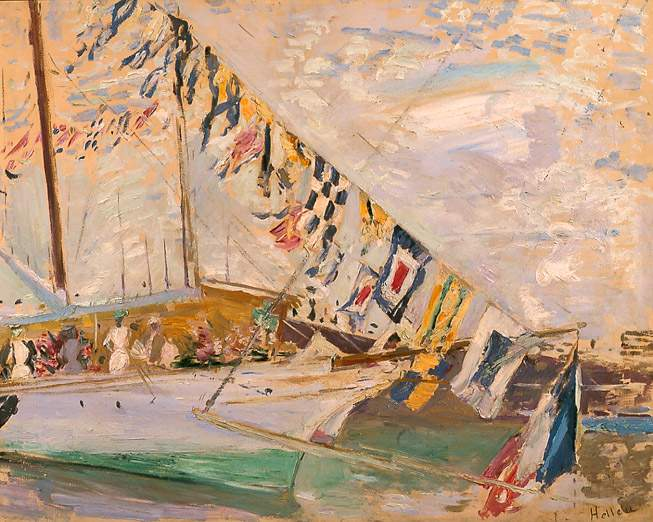
The Yacht Etoile, 1903
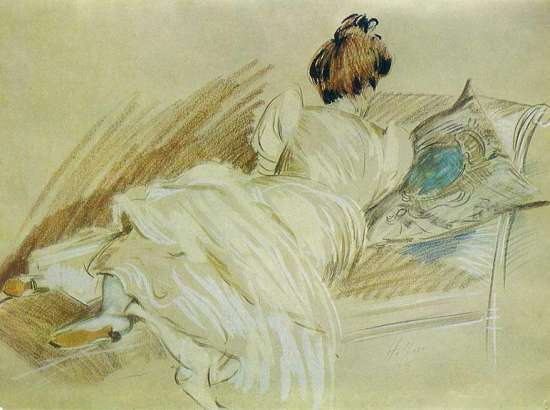
On the sofa, 1899
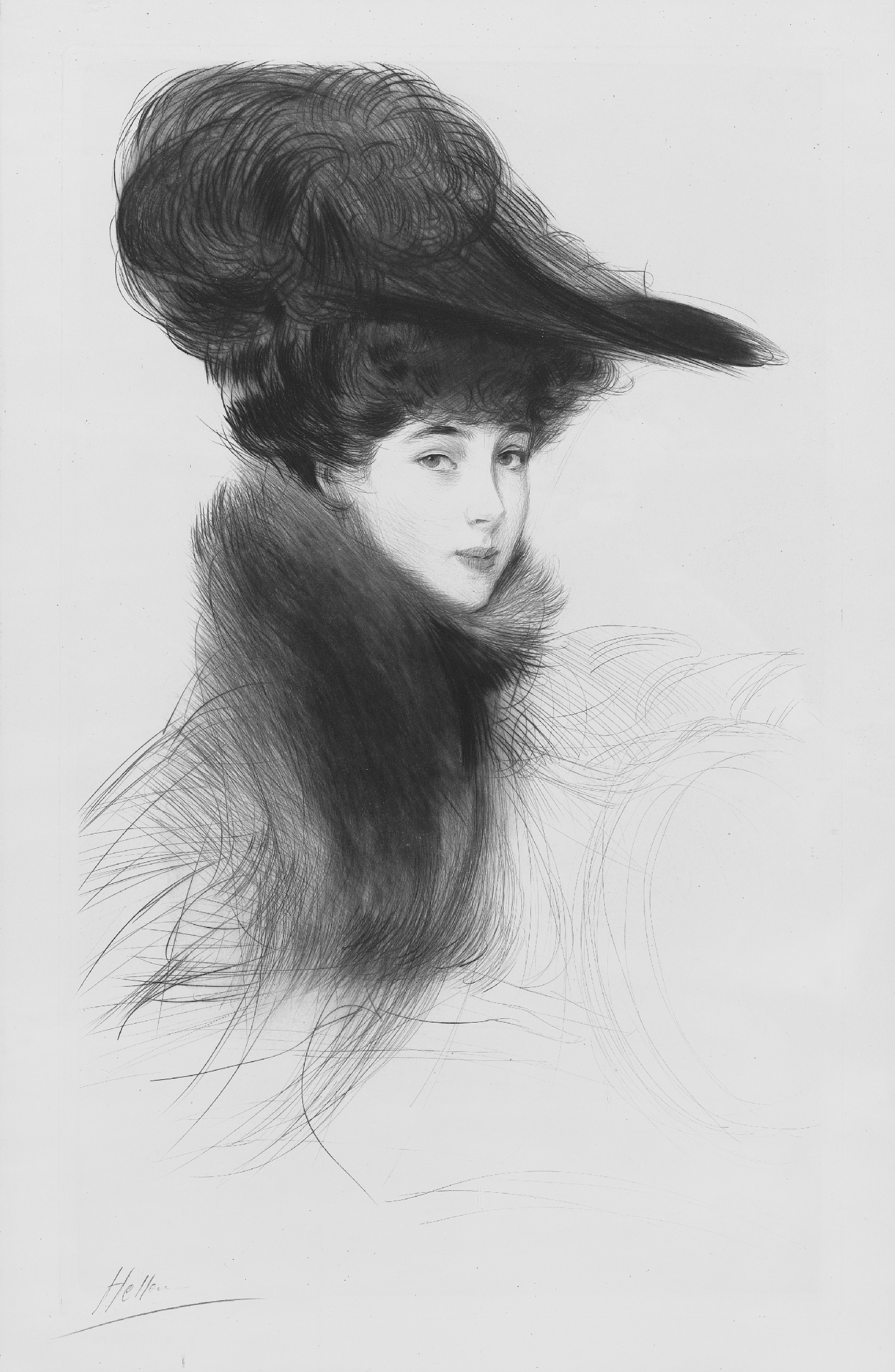
Consuelo Vanderbilt, 1901